# Hasszán Najebága
Hasszán Najebága (perzsául: حسن نایب‌آقا; Teherán, 1950. szeptember 17. –) iráni válogatott labdarúgó.

## Pályafutása

### Klubcsapatban
Teheránban született. 1974 és 1979 között a Homa FC csapatában játszott. Pályafutása 1979-ben véget ért, miután kitört az iráni forradalom és az egyik csapattársával Barám Mavaddattal csatlakozott egy ellenállási szervezethez (Iráni Népi Mudzsahedek Szervezete). 

### A válogatottban
1974 és 1978 között 20 alkalommal szerepelt az iráni válogatottban. Tagja volt az 1976-os Ázsia-kupán aranyérmet szerző válogatott keretének. Részt vett az 1976. évi nyári olimpiai játékokon és az 1978-as világbajnokságon, ahol Hollandia ellen végig a pályán volt, míg Skócia ellen csereként állt be.

## Sikerei, díjai
Irán
- Ázsia-kupa győztes (1): 1976